# Хоэнкирхен (Тюрингия)
Хоэнкирхен (нем. Hohenkirchen) — община в Германии, в земле Тюрингия.
Входит в состав района Гота. Подчиняется управлению Апфельштедтауэ. Население составляет 729 человек (на 31 декабря 2010 года). Занимает площадь 6,8 км².